# Сан-Франсиску-ду-Уэсти
Сан-Франсиску-ду-Уэсти (порт. São Francisco do Oeste) — муниципалитет в Бразилии, входит в штат Риу-Гранди-ду-Норти. Составная часть мезорегиона Запад штата Риу-Гранди-ду-Норти. Входит в экономико-статистический микрорегион Пау-дус-Феррус. Население составляет 3986 человек на 2006 год. Занимает площадь 75,550 км². Плотность населения — 52,8 чел./км².
Праздник города — 22 октября.

## История
Город основан в 1963 году.

## Статистика
- Валовой внутренний продукт на 2003 год составляет 7 463 861,00 реалов (данные: Бразильский институт географии и статистики).
- Валовой внутренний продукт на душу населения на 2003 год составляет 1988,24 реалов (данные: Бразильский институт географии и статистики).
- Индекс развития человеческого потенциала на 2000 год составляет 0,652 (данные: Программа развития ООН).